# Zoreni
Zoreni – wieś w Rumunii, w okręgu Bistrița-Năsăud, w gminie Sânmihaiu de Câmpie. W 2011 roku liczyła 325 mieszkańców.